# Ariosoma meeki
Ariosoma meeki är en fiskart som först beskrevs av Jordan och Snyder, 1900.  Ariosoma meeki ingår i släktet Ariosoma och familjen havsålar. Inga underarter finns listade i Catalogue of Life.